# The War on Drugs
The War on Drugs är ett amerikanskt indierockband som bildades 2005 av Adam Granduciel och Kurt Vile i Philadelphia i Pennsylvania. Bandet har släppt studioalbumen Wagonwheel Blues (2008), Slave Ambient (2011), Lost in the Dream (2014), A Deeper Understanding (2017) och I Don't Live Here Anymore (2021) samt EP-skivorna Barrel of Batteries (2008) och Future Weather (2010).
Studioalbumen Slave Ambient, Lost in the Dream och A Deeper Understanding blev kritikerrosade av den internationella recensentkåren. A Deeper Understanding blev också utsedd till bästa rockalbum på 2018 års Grammy Award.
Den 4 juni 2015 rapporterade Wall Street Journal att bandet hade lämnat sitt skivbolag Secretly Canadian och istället skrivit på för konkurrenten Atlantic Records, där kontraktet förbinder The War on Drugs att spela in två studioalbum hos dem. Det första albumet var A Deeper Understanding och släpptes den 25 augusti 2017. Ett andra album I Don't Live Here Anymore släpptes den 29 oktober 2021.

## Diskografi

### Studioalbum
- Wagonwheel Blues (2008)
- Slave Ambient (2011)
- Lost in the Dream (2014)
- A Deeper Understanding (2017)
- I Don't Live Here Anymore (2021)

### EP
- Barrel of Batteries (2008)
- Future Weather (2010)

### Singlar
- Taking the Farm (2008)
- Baby Missiles (2011)
- Come to the City (2011)
- Best Night (2012)
- Red Eyes (2013)
- Under the Pressure (2014)
- Burning (2014)
- Eyes to the Wind (2014)
- An Ocean in Between the Waves (2015)
- Thinking of a Place (2017)
- Holding On (2017)
- Strangest Thing (2017)
- Pain (2017)
- Up All Night (2017)
- Nothing to Find (2018)
- Living Proof (2021)
- I Don't Live Here Anymore (feat. Lucius) (2021)
- Change (2021)